# Postombud
Postombud är en postal organisationsform använd i Sverige från 1933 och till mitten på 1980-talet. Ordet fick nyanvändning från 2006 i samband med att Posten AB, sedermera Postnord, successivt ersatte postkontor med serviceställen. Termen har använts i Finland under en längre period i modern tid.
Under den första perioden betecknar det en mycket enkel postinrättning med ett begränsat tjänsteutbud, särskilt vad avsåg betal- och spartjänster. Postombuden hade kontrakt med Postverket och det var en bisyssla. Denna organisationform var allra vanligast i Norrland. Många postombud var handlare. En vanlig kombination var att vara vanlig lantbrevbärare och sedan hemma i sin bostad ha en liten postlokal, kanske i köket, där man utförde tjänsterna som postombud.

## Historik
Behovet av en mycket enklare fast postinrättning framfördes i utredningar under tidigt 1920-tal. Termen postombud torde främst ha lanserats av postdirektören i Södra postdistriktet under denna tid. Dock kom termen stationär lantbrevbäring att först användas för anordningar av detta enklare slag. Från och med 1932 års Allmänna Poststadga, vilken trädde i kraft 1 januari 1933 kom postombuden att bli en väl definierad organisationsform inom posten. Vid starten fanns 177 postombud, tidigare stationära lantbrevbärare. Antalet kom att växa upp till omkring 1000 innan de i stor utsträckning, liksom många poststationer ersattes med lantbrevbärning. 
Ordet postombud torde ha kommit som en analogi från de tidigare ordet kommunombud, som man begagnade sig av på oftast små orter där Postverket inte hade satt upp poststationer.

## Nyanvändning av ordet

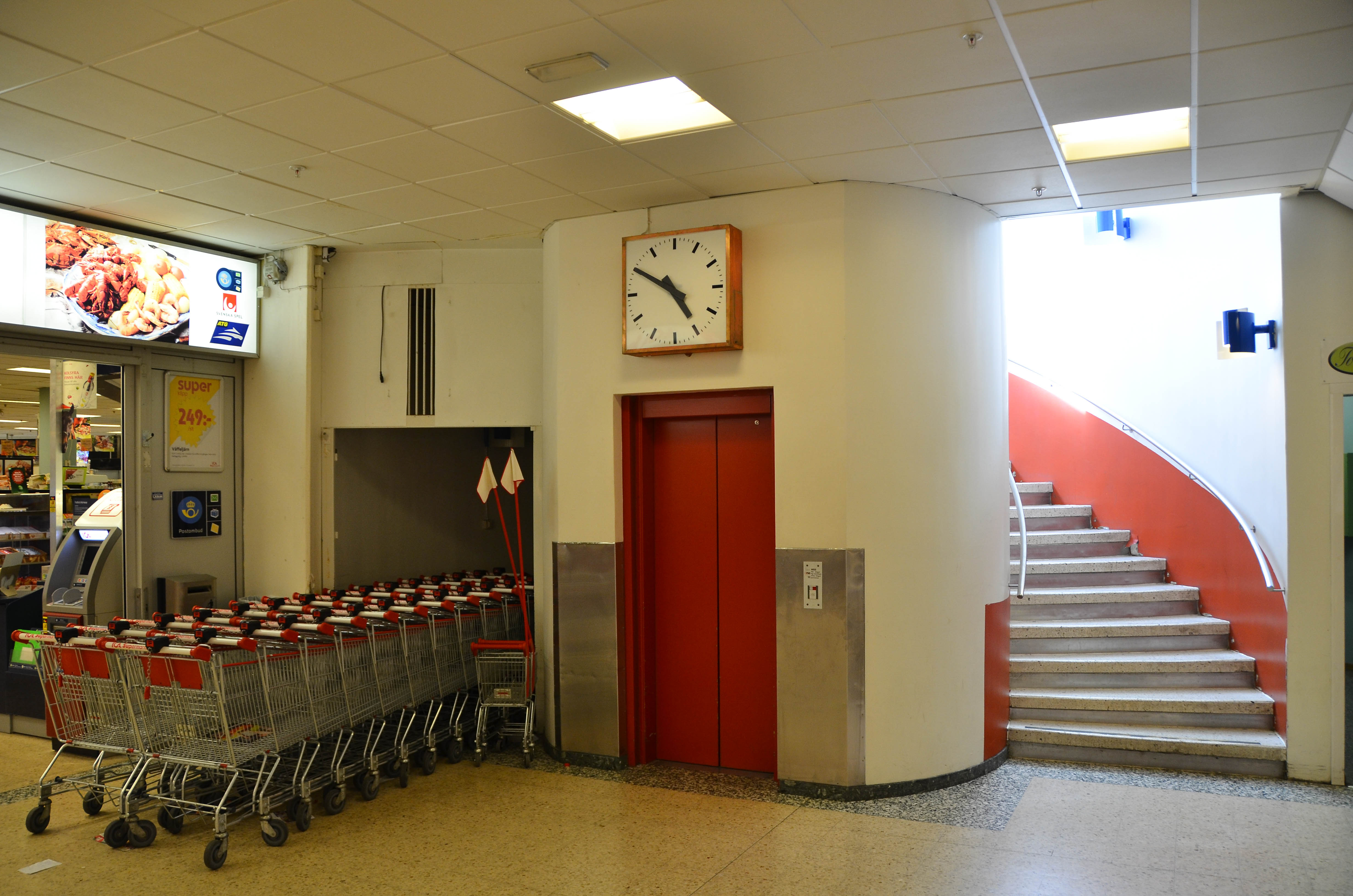
Ett postombud till vänster.

År 2006 har termen återkommit efter att ha varit ur bruk i 25–30 år. Den betecknar de serviceställen som finns oftast finns i butiker och bensinmackar, där brev och paket kan lämnas och hämtas. Förutom postombud finns det även frimärksombud, med ett enklare tjänsteutbud och företagscenter med ett mer komplett utbud.

## Filateli
De filatelistiska spår man kan hitta efter postombuden är dels datumstämplar på frimärken, försändelser, avier och kvitton. Dels i adresseringen av brev till olika små eller avlägsna byar. Postombuden tilldelades inte datumstämplar från starten, utan det var först 1 juli 1934 då man införde dessa. De vanligaste typerna av sådana datumstämplar karakteriseras av att namnet på den postanstalt som var adressort står överst i stämpeln och nertill finns någon av texterna POSTOMB eller POB, följt av en siffra. Denna siffra betecknar postombudets nummer på adressorten. För några få adressorter kan man hitta fler än 10 postombud. Majoriteten av postombudsstämplarna var cirkulära, men några fyrkantiga förekommer.
Det kan vara svårt att hitta stämpelavtryck från en del postombud. Detta beror dels på den ringa postmängd de hanterade, dels på att en del var verksamma endast några få år på en ort. Ytterligare några använde aldrig den stämpel de kvitterat ut.
Denna stämpeltyp har på några orter även använts av de andra organisationsformer som under 1970-talet avlöste postombuden.
Postombudsstämplar är ett samlingsområde för stämpelsamlare. Totalt finns något tusental olika typer av avtryck att för den som vill skaffa sig en komplett samling. Dessa finns katalogiserade.